# Üregi papagáj
Az üregi papagáj (Cyanoliseus patagonus), korábban sziklapapagáj, a madarak osztályának papagájalakúak (Psittaciformes) rendjébe és a papagájfélék (Psittacidae) családjába tartozó Cyanoliseus nem egyetlen faja.

## Rendszerezése
A fajt Louis Pierre Vieillot svájci természettudós írta le 1818-ban, a Psittacus nembe Psittacus patagonus néven.

## Alfajai
Jelenleg ismert alfajai:
- Cyanoliseus patagonus andinus Dabbene & Lillo, 1913
- Cyanoliseus patagonus bloxami Olson, 1995
- Cyanoliseus patagonus conlara Nores & Yzurieta, 1983
- Cyanoliseus patagonus patagonus (Vieillot, 1818)

Minél nagyobb a hasán a vöröses folt, annál vonzóbb az ellenkező nem körében. Egy  El Condorban végzett kísérlet szerint a 40 üregi papagáj eszerint állt párba, ami azt eredményezte, hogy a hím és a nőstény foltja körülbelül azonos méretű lett a párokban. Azok a hímek bizonyultak a legjobb apának, amelyeknek a legnagyobb volt a foltjuk.

## Előfordulása
Argentínában, Chile középső és Uruguay déli részén él. Az erős szelek akár a Falkland-szigetekig is elsodorhatják. Főként Argentínában található meg. Chilében védett, ellenben Argentínában kártevőnek tekintik.
Természetes élőhelyei a szubtrópusi vagy trópusi szavannák cserjések, valamint legelők, szántóföldek és városi régiók. Vonuló faj.

## Megjelenése
Átlagos testhossza 52 centiméter, testtömege 256-303 gramm. Arányai az arapapagájra emlékeztetnek. Csőre szürke, írisze világoskék. Csupasz szemgyűrűje fehér. Szembe fordítható fogó ujja van. Feje, nyaka, hátának felső része és köpenye olajbarna, homloka és melle fekete. Szárnya és farka zöld, a szárnyakon bronzos fénnyel. Evezőinek külső oldala kékeszöld, farkának alsó oldala barnás. Csípője és hasa sárga, narancsvörös folttal. Torka és begye szürkésbarna, a begy felső része kétoldalt fehéres. Combja a hasához hasonlóan zöldessárga. Lába hússzínű. 
|  |

## Életmódja
Kis csapatokban a földön keresgéli gyümölcsökből, magvakból és levelekből álló táplálékát; üregében vagy fán pihen. 18–30 évet élhet.

### Szaporodása
3–4 éves korában válik ivaréretté. Párkapcsolata erős, akár egy életen át is kitarthat. A genetikai tesztek szerint nemcsak szociálisan, hanem genetikailag is monogám.  Ennél a fajnál ismeretlen a fészekparazitizmus. Szeptemberben kezd el költeni. Sziklaüregekben költ; ez magyarázza magyar elnevezésének kettősségét. Az üreg akár 3 méter hosszú is lehet; ennek végében rakja 2–5 tojását a puszta földre. A tojó 24–25 napig költ. A fészeklakó fiókák mintegy 8 hét múlva repülnek ki.
|  |

## Állatkertekben
Magyarországon a Nagyerdei Kultúrpark is tart egy nagyobb állományt.

## Természetvédelmi helyzete
Az elterjedési területe rendkívül nagy, egyedszáma még nagy, de csökken. A Természetvédelmi Világszövetség Vörös listáján nem fenyegetett fajként szerepel.

## Fordítás
- Ez a szócikk részben vagy egészben  a   Felsensittich című német Wikipédia-szócikk fordításán alapul.  Az eredeti cikk szerkesztőit annak laptörténete sorolja fel. Ez a jelzés csupán a megfogalmazás eredetét és a szerzői jogokat jelzi, nem szolgál a cikkben szereplő információk forrásmegjelöléseként.
- Ez a szócikk részben vagy egészben  a   Burrowing Parrot című angol Wikipédia-szócikk fordításán alapul.  Az eredeti cikk szerkesztőit annak laptörténete sorolja fel. Ez a jelzés csupán a megfogalmazás eredetét és a szerzői jogokat jelzi, nem szolgál a cikkben szereplő információk forrásmegjelöléseként.